# 馬魯蒂800
馬魯蒂800（英語：Maruti 800）乃1983年至2014年間印度馬魯蒂鈴木公司（母公司為日本鈴木公司）製造、販售的都市車，也是該公司之開業車款。
長達31年之久的產品生命週期使其成為印度車壇上第二長壽的車款，僅次於印度斯坦Ambassador（後者高達56年之久）。在此31年裡此車款共製造了295萬輛，其中有21萬輛外銷至其他國家。

## 歷史與概要
1970年代鈴木公司與印度國營企業共同出資成立馬魯蒂·烏德酉葛公司（馬魯蒂鈴木公司前身），1981年在哈里亞納邦古爾岡建立工廠，1983年竣工投產。接著以第五代鈴木Fronte為藍本，針對印度的道路狀況及消費者口味稍事修改後推出「馬魯蒂800」。此車款以親民的便宜價格（直到塔塔Nano成為全印度最便宜的車款）和耐用的品質博得市場的青睞，1980年代在該地小型車市場呈現寡佔的局面。動力心臟來自一具796c.c.直列三缸SOHC F8B型引擎，配合MPFI多點噴射裝置，且搭配四速手排變速箱（後來限量版出現五速手排變速箱）。最大馬力45hp / 5,000rpm，扭力峰值57N·m / 2,500rpm。後來這部車陸續外銷至尼泊爾、孟加拉國、斯里蘭卡、摩洛哥、智利與部分歐洲國家，其中智利與部分歐洲國家的車名改稱「鈴木Maruti」。
1986年大改款，以第六代鈴木Fronte為底本，但仍維持基本機械構造不變。為了符合印度BS3汽車廢氣排放標準（相當於歐盟三期），2005年推出改良版；並於2008年發售LPG版車型。由於印度當局對於汽車廢氣排放越來越嚴苛，考量到對應新標準勢必會增加造車成本，2010年4月起馬魯蒂鈴木公司放棄在新德里、金奈、孟買、加爾各答等13個實施BS4汽車廢氣排放標準的主要都市銷售。2014年1月18日古爾岡工廠最後一輛馬魯蒂800出廠後，該公司宣佈停產此車款。

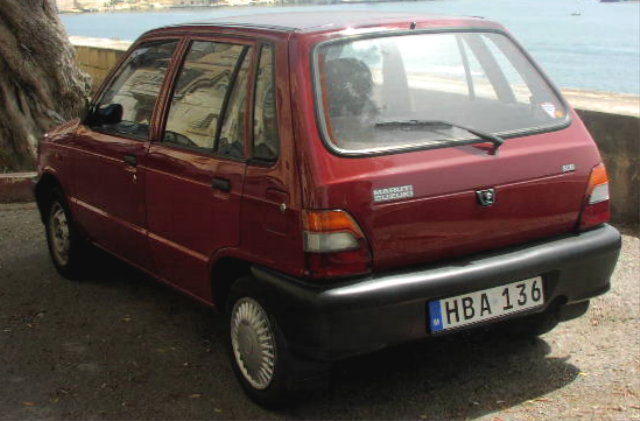
第二代後期型
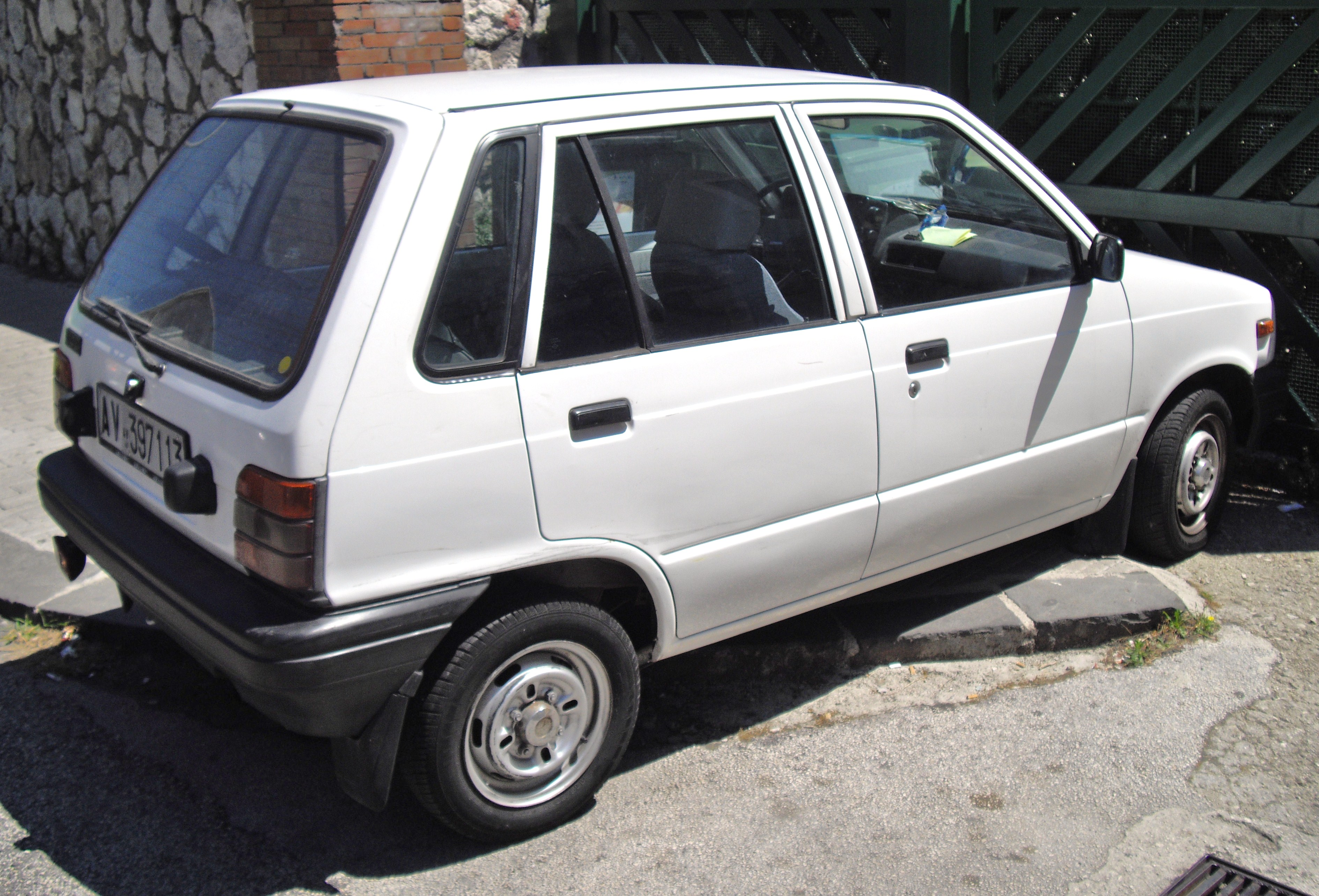
第二代前期型
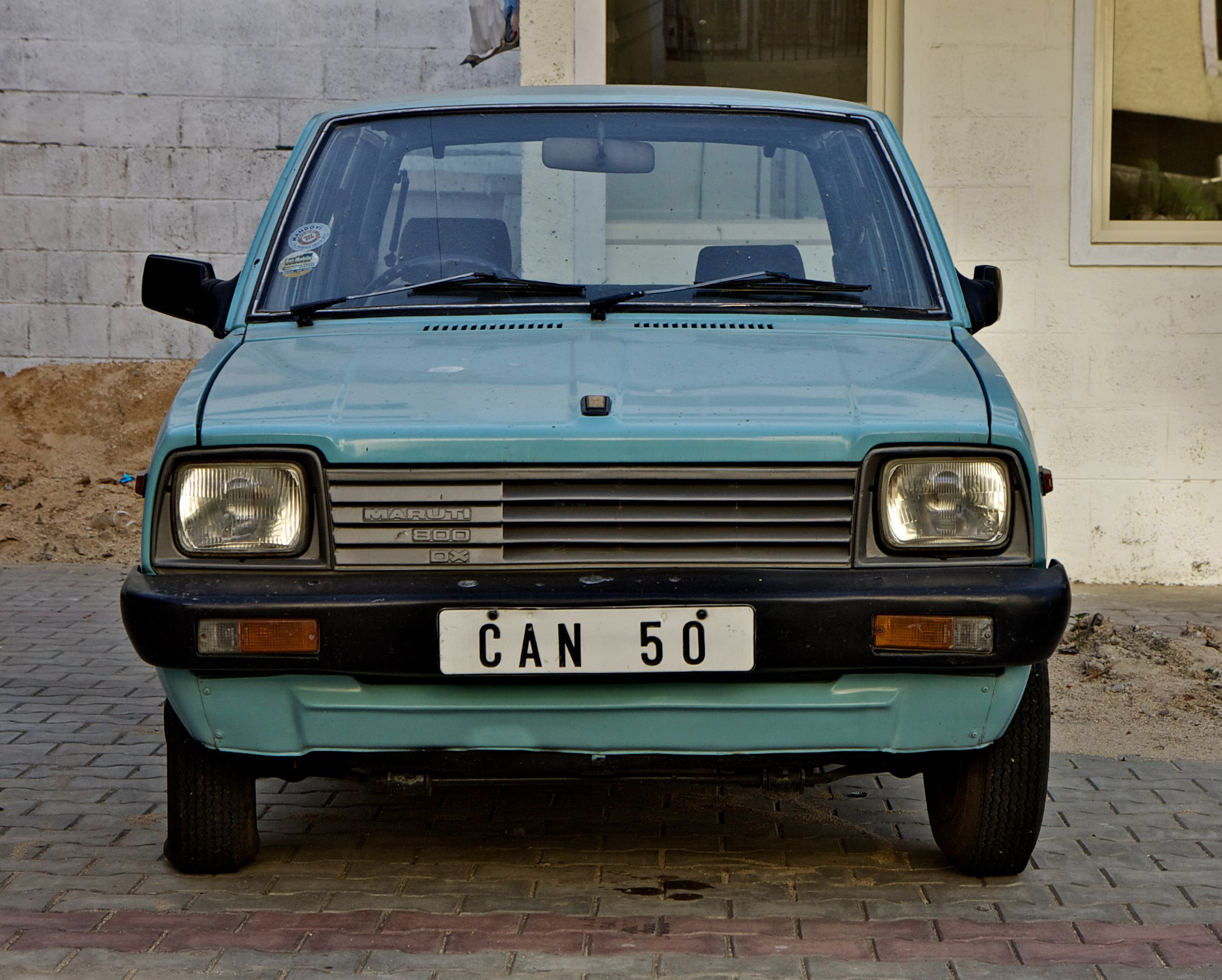
第一代
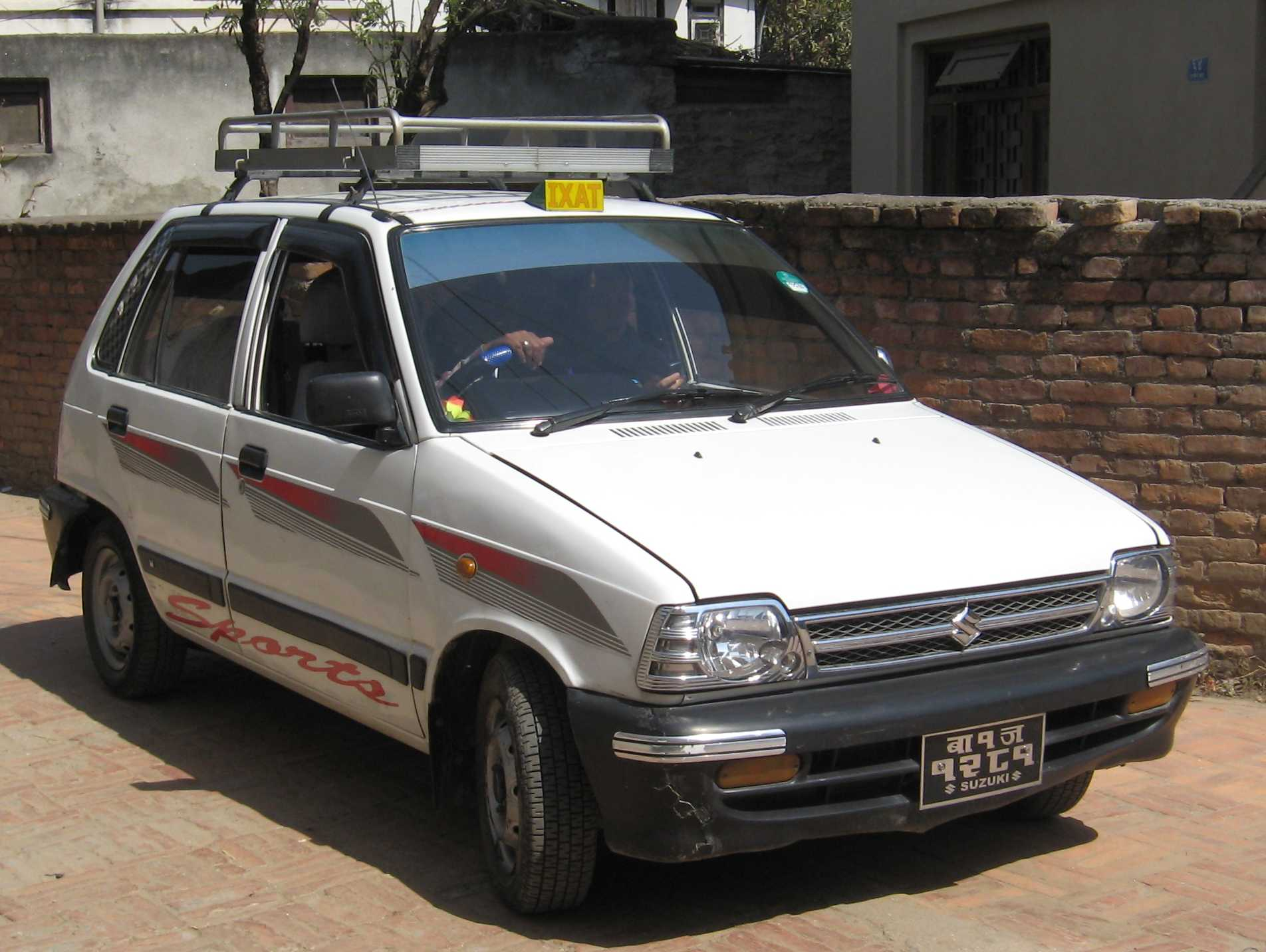
第二代後期最終型
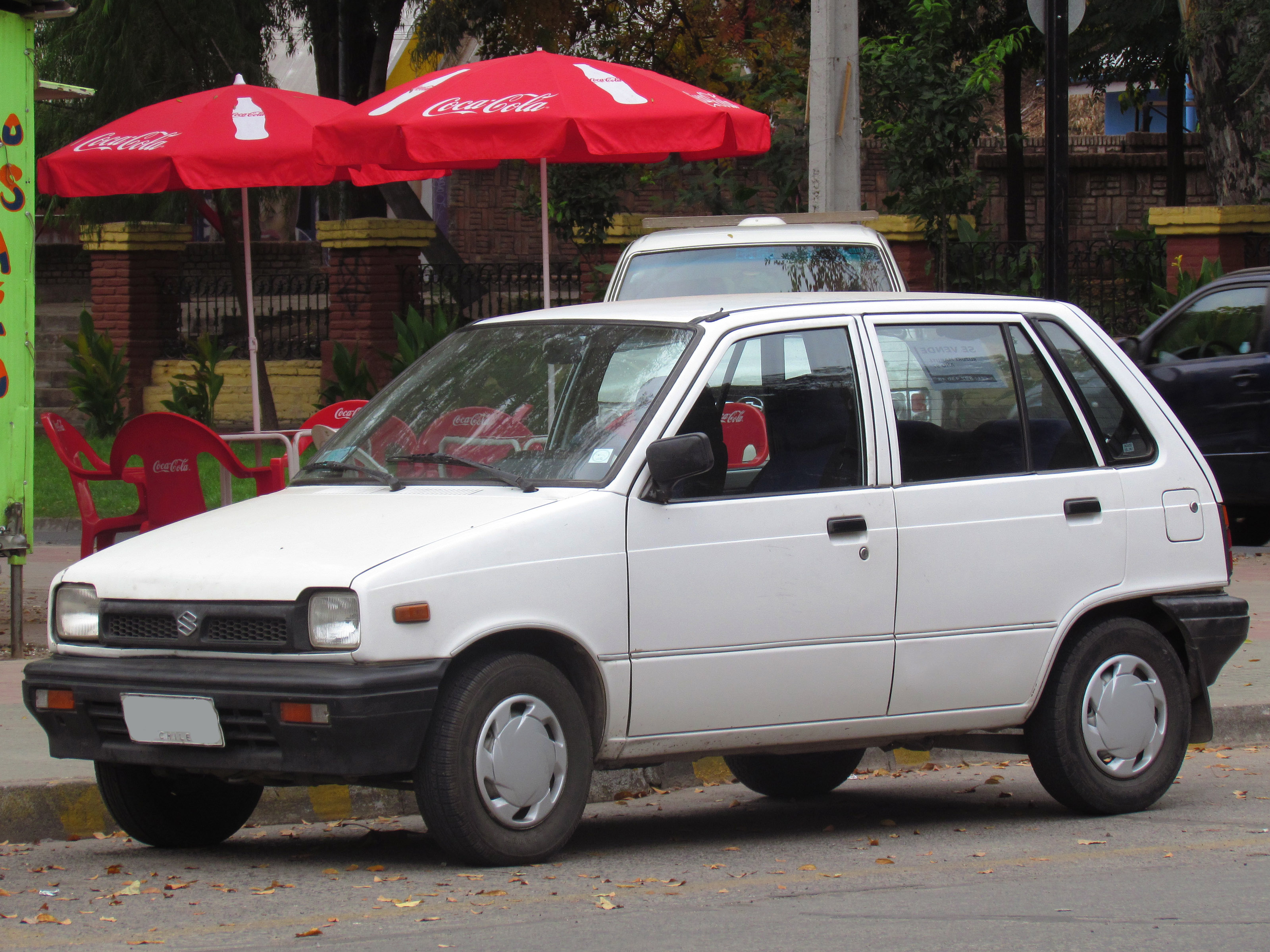
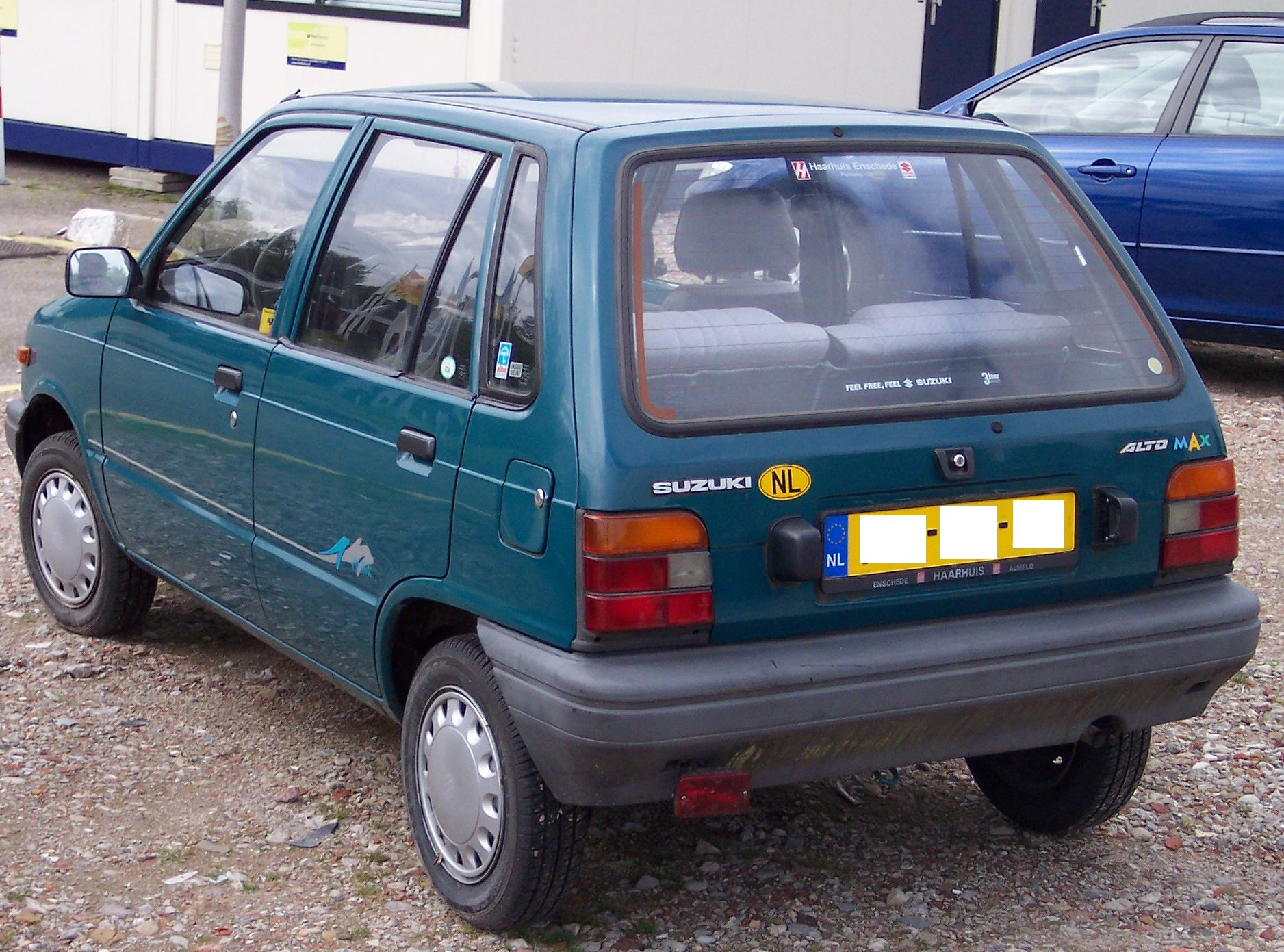
歐規Alto車尾
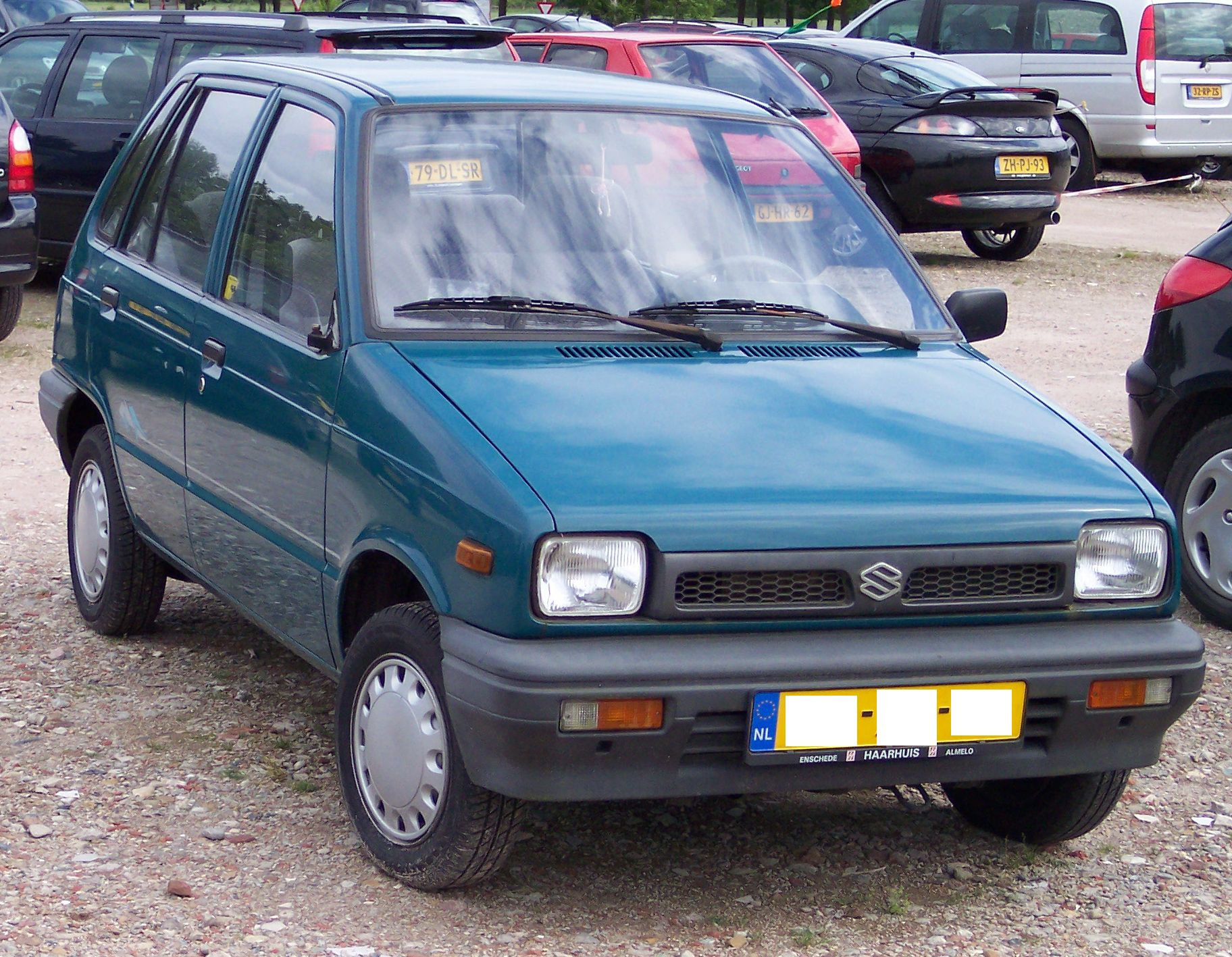
歐規Alto車頭

## 內部連結
- 鈴木Fronte
- 鈴木Alto

## 外部連結
- （英文）官方網站 （页面存档备份，存于）